# Heinrich Douvermann

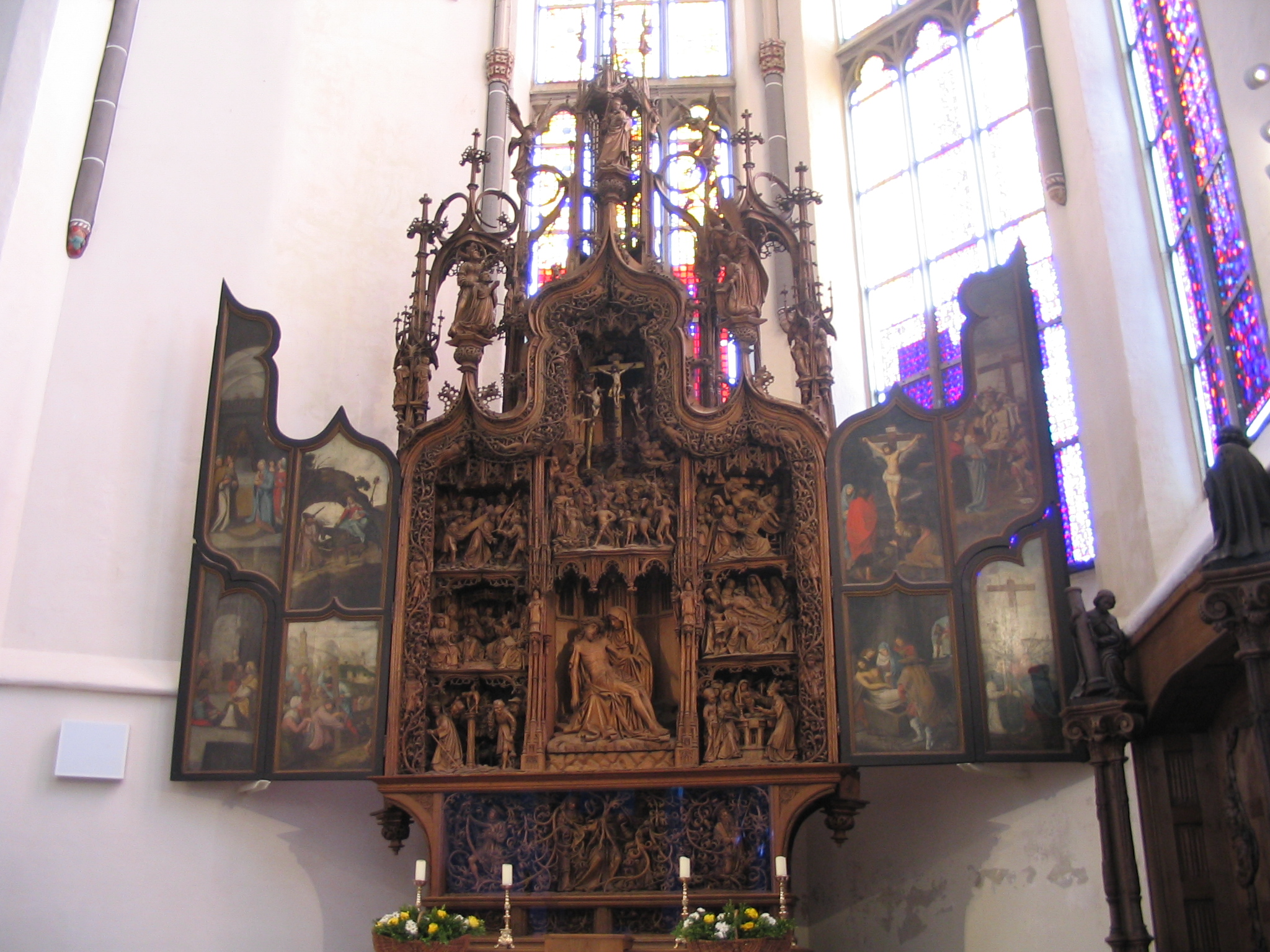
Sieben-Schmerzen-Altar der Kirche St. Nicolai in Kalkar, um 1520

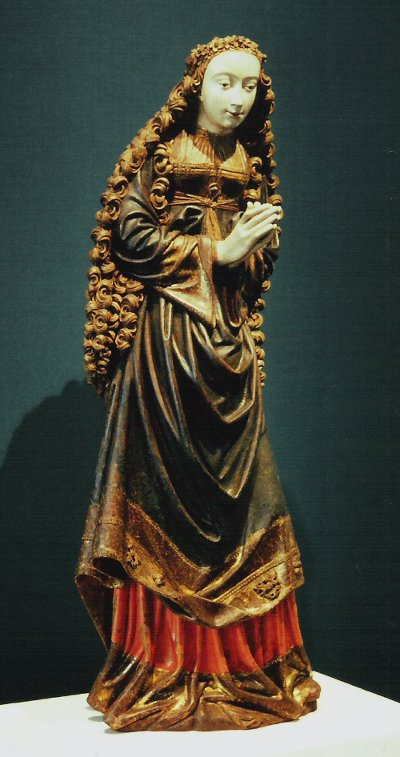
Ährenkleidmaria oder Maria Immaculata in Birgden, gegen 1520

Heinrich Douvermann (auch Heinrich Douwermann, Henrik Douvermann, * möglicherweise um 1480 in Dinslaken; † 1543/1544 in Kalkar) war ein deutscher Holzschnitzer und zählt zu den bekanntesten niederrheinischen Künstlern seiner Epoche.

## Leben und Werk
Die Quellenlage zu Leben und Werk des Bildschnitzers ist dürftig. Das Geburtsjahr, vor 1489, kann mit „um 1480“ nur annähernd aus seiner Gesellenzeit erschlossen werden und sein in vielen Veröffentlichungen genannter Geburtsort Dinslaken ist nur eine Vermutung aufgrund wenig belastbarer Indizien. Vor 1506 verließ er, wohl als Geselle, die Werkstatt des Dries Holthuys in Kleve, wo er wohl wie auch sein Konkurrent Henrik van Holt (mit dem er in der älteren Literatur noch identifiziert wurde) bis zum gleichen Jahr ausgebildet worden war. Nach einer vermuteten Wanderzeit, über deren Ziele es verschiedene Vermutungen gibt (Ulm ?, Flandern ?, nördliche Niederlande ?) gründete er um 1510 in Kleve eine Werkstatt, heiratete und bleibt dort fünf Jahre lang nachweisbar, vor allem, weil die Akten von seinen erheblichen Schulden Zeugnis ablegen. So waren es wohl außerkünstlerische Gründe, derentwegen er Kleve verließ. Vielleicht schon 1515, sicher aber seit 1517 war er Bürger in Kalkar. Hier erhielt er 1518 den Auftrag zum 1522 geweihten Sieben-Schmerzen-Retabel der Kirche St. Nicolai, dem einzigen beglaubigten Werk, das eindeutig und in Gänze aus seiner Werkstatt stammt und die Grundlage für Zuschreibungen aller übrigen Werke seines Oeuvres bildet. Stilistische Spuren an Figuren dieses Altars deuten auf eine Mitarbeit des Arnt van Tricht. 1543 oder 1544 muss Douvermann gestorben sein.
Douvermann gehört mit seinem Lehrer Dries Holthuis, seinem Altersgenossen Henrik van Holt und seinem Schüler Arnt van Tricht zu den bedeutendsten Persönlichkeiten unter den vorwiegend in Eichenholz arbeitenden Bildhauern, die am unteren linken Niederrhein zwischen Kleve, Kalkar und Xanten diese Kunstlandschaft am Übergang von der Spätgotik zu Renaissance geprägt haben und durch zahlreiche stilistische und werkbezogene Aspekte miteinander verknüpft werden können. Handwerkliche Virtuosität, aber auch künstlerische Qualitätsmerkmale wie die Mehransichtigkeit und Formenvielfalt seiner Figurenerfindungen sowie seine selbständige ikonographische Gestaltungskraft begründen Douvermanns Rang in diesem Umfeld.

### Die einzelnen Werke
Archivalische und stilkritische Forschungsarbeiten haben vor allem in den 1990er Jahren die Douvermann bis dato zugeschriebene Werkliste schrumpfen lassen. Er gilt als „einer der großen Meister der holzsichtigen Skulptur“, ein Urteil, zu dem meist die Wurzel Jesse aus der Predella des Sieben-Schmerzen-Retabels illustrierend herangezogen wird, doch sind oder waren mindestens ebenso viele Schnitzwerke farbig gefasst.
- Hll. Andreas und Johannes Ev., um 1500–1505, Kleve, St. Mariä Empfängnis
  Zuschreibung an den in der Werkstatt Holthuis tätigen Douvermann
- Muttergottes mit Kind und Hl. Johannes Ev., um 1510, Kleve, ehem. Stiftskirche St. Mariä Himmelfahrt
- Marienretabel, um 1513, Stiftskirche St. Mariae Himmelfahrt, Kleve
  Von Douvermann nur Entwurf und vielleicht einzelne Reliefs. Von Holthuis fertiggestellt. 1944 weitgehend zerstört.
- Altarretabel zu den Sieben Schmerzen Mariens, 1518–22, Kalkar, St. Nikolai
- Maria im Ährenkleid/Immaculata, vor 1520, Birgden, St. Urban[8]
- Kruzifix, um 1520, Griethausen, St. Martin
- Kruzifix, um 1520, Aachen, Suermondt-Ludwig-Museum
- Hl. Margarethe, Berlin, um 1520, Staatliche Museen zu Berlin, Skulpturensammlung
- Maria Magdalena, nach 1521, wohl um 1530, Kalkar, St. Nikolai
- Hl. Christophorus, um 1520–30, Utrecht, Museum Catharijneconvent
- Marienleuchter, um 1529, Kalkar, St. Nikolai
  nur Mitarbeit, auch diese noch umstritten[9]
- Kruzifix, um 1530, Kempen, St. Mariae Geburt,
- Johannes d. T., nach 1530, Kalkar, St. Nikolai
- Teile aus dem Marienaltar der Stiftskirche Xanten, um 1535 
  Entwurf, nur Predella eigenhändig
- Verkündigung, um 1540, ehem. Roselius-Haus Bremen
- Thronende Madonna, um 1540, Musée national du Moyen Âge, Paris